# Ynske
Ynske is een hoorspel naar het gelijknamige toneelstuk (1922) van Jan Fabricius. De AVRO zond het uit op donderdag 23 september 1971 (met een herhaling op donderdag 29 april 1976 en donderdag 11 mei 1978). De melodietjes waren van Gerard van Krevelen. De bewerking en regie waren van Dick van Putten. Het hoorspel duurde 80 minuten.

## Rolbezetting
- Eva Janssen (Ynske)
- Johan Schmitz (haar man Pedro)
- Hans Veerman (haar broer Douwe)
- Hans Karsenbarg (haar neef Jelle)
- Henny Orri (Hanna)
- Huib Orizand (de manke)

## Inhoud
Zijn zoon Johan Fabricius schreef: "In Ynske portretteerde mijn vader niet zo zeer de figuur van mijn Friese moeder als wel de wereld waaruit zij was voortgekomen. 'De Kleiers', de boeren met eigen land en vee, en 'de Krammers', het arme volk zonder eigen huis en hof, leveren de conflictstof voor het stuk. Mijn vader voelde zich meer 'Krammer' dan 'Kleier' en gaf aan de figuur van Pedro, de halve zigeuner die door zijn moed en temperament de trotse Friese boerendochter Ynske weet te winnen, veel van zichzelf mee."